# Taça de Portugal de 1968–69
A Taça de Portugal 1968-69 foi uma edição da Taça de Portugal, competição sob alçada da Federação Portuguesa de Futebol.
A  final foi realizada às 17 horas do dia 26 de Junho de 1969, no Estádio Nacional do Jamor, entre a Académica, de Coimbra e o Benfica, de Lisboa.
O resultado da final foi 2-1 para o Benfica, sagrando-se campeão da Taça.

## Relevância histórica e política
Foi um jogo muito relevante do ponto de vista político, pois os estudantes universitários estavam em guerra aberta contra o regime do Estado Novo. Devido ao clima de tensão e receio de confrontos, pela primeira vez na história, o Presidente Américo Thomaz e o Ministro da Educação, José Hermano Saraiva, não assistem ao jogo no estádio, e este não foi transmitido na televisão.
A equipa do Benfica estava solidária com os estudantes e entrou no campo de capa caída e batina ao ombro.